# Nest Entertainment
Nest Entertainment (ou Nest Family Entertainment) est une société américaine de production cinématographique créée par Richard Rich et propriétaire de son studio d'animation de 1987 à 2000. Depuis l'an 2000 c'est la société indienne Crest Animation Studios (ex Crest Communications) qui en a la propriété.
Ce studio intègre notamment le département "Rich Animation Studios" de Richard Rich. Il a produit entre autres la Trilogie The Swan Princess (Le Cygne et la Princesse) sorti en 1994 ainsi que Le Cygne et la Princesse 2 : Le Château des secrets, sorti en 1997 et Le Cygne et la Princesse 3 : Le Trésor enchanté, sorti en 1998.